# Vildskud
|  | Denne artikel er oprettet af botten PalnaBot ud fra en ekstern database. Den kan derfor have sproglige fejl eller mangler. Denne skabelon kan fjernes efter kontrol af indholdet. |

Vildskud er en kortfilm instrueret af Carl van Webber efter manuskript af Carl van Webber.

## Handling
Fabel om to bumser. Den ene opdager en blomst vokse ud af sin navle - så bliver den anden bitter. Om de rige og de fattige, og hvad der kan ske, når man ikke vil dele med andre: Om udnyttelse, oprør, ydmygelse og krig.